# Mont Belinda
Pour les articles homonymes, voir Belinda.
Le mont Belinda est un volcan actif situé sur l'île Montagu appartenant aux îles Sandwich du Sud,.
Ses explosions de 2003 et 2005 ont pu être observées par imagerie satellite des programmes MODIS et ASTER (Advanced Spaceborne Thermal Emission and Reflection Radiometer) de la NASA.